# Округ Браун (Охајо)
Округ Браун (енгл. Brown County) је округ у америчкој савезној држави Охајо.

## Демографија
По попису из 2010. године број становника је 44.846, што је 2.561 (6,1%) становника више него 2000. године.
| Група             | 2000.          | 2010.          |
| Белци             | 41.342 (97,8%) | 43.570 (97,2%) |
| Афроамериканци    | 389 (0,9%)     | 384 (0,9%)     |
| Азијати           | 54 (0,1%)      | 108 (0,2%)     |
| Хиспаноамериканци | 185 (0,4%)     | 269 (0,6%)     |
| Укупно            | 42.285         | 44.846         |